# (33538) Jaredbergen
1999 HR10 (asteroide 33538) é um asteroide da cintura principal. Possui uma excentricidade de 0.05533270 e uma inclinação de 4.94772º.
Este asteroide foi descoberto no dia 17 de abril de 1999 por LINEAR em Socorro.